# 神崎メリ
神崎 メリ（かんざき めり、1980年 - )は、日本の恋愛コラムニスト。「男心に寄り添いながらも、媚びずに女性として凛として生きる力」をメス力（めすりょく）と名付け、関連本を刊行している。

## 概要
ドイツと日本のハーフ。『姉ageha』などの読者モデルを経験後、コラムニストとなる。自身の離婚、再婚、出産をもとに「メス力」と称した恋愛のテクニックを広め、これまでにVoCE、withなどで連載している。
2023年現在、ブログは月200万PV、Instagramフォロワーは12万人。著書は累計30万部を発行している。
プライベートでは2016年に再婚し、1児の母。

## メディア出演

### ラジオ
- 神崎メリのアラサー診察室（KBCラジオ）
- 高橋みなみのこれから何する？（TOKYO  FM）
- ちょうどいいラジオ（FM  YOKOHAMA）
- くにまるジャパン（文化放送）
- カラフルブーケ（文化放送）
- ダメ恋診療所（KBCラジオ、レギュラー出演）

### テレビ
- SPRAY（ABEMATV）
- ノンストップ（フジテレビ）

## 著書
- 「恋愛地獄」、「婚活疲れ」とはもうサヨナラ！ ”最後の恋”を”最高の結婚”にする 魔法の「メス力」(KADOKAWA、2019年）
- 大好きな人の「ど本命」になるLOVEルール～“運命の彼”にめぐり逢い、ずーーーっと愛され続けるための秘密の法則 （大和書房、2019年）
- ど本命の彼から追われ、告られ、秒でプロポーズされる！秘密の「メス力」LESSON（SBクリエイティブ、2020年）
- 「本能」を知れば、もう振り回されない！恋愛＆婚活以前の 男のトリセツ（マガジンハウス、2020年）
- なぜかいつも「ど本命」に愛される女性の4つの習慣（永岡書店、2021年）
- 大好きな彼のハートを撃ち抜く! 恋愛&婚活SNS大作戦（幻冬舎、2021年）
- 男がハマる　魔法の会話術（講談社、2022年)
- メリ子先生、わたしどうしたら大好きな彼と幸せになれますか？（SBクリエイティブ、2023年）
- 既婚メス力（光文社、2025年）